# Багратион-Давитишвили, Заал Георгиевич
Заал Давитишвили (груз.: ზაალ დავითიშვილი; 1744—1801) — грузинский князь и политический деятель Картли-Кахетинского царства, представитель боковой ветви царской династии Багратионов.
Последний князь Садавитишвило перед переходом под Картл-Кахети под протекторат Российской империи.

## Происхождение
Из князей Багратион-Давитишвили, которые являются боковой отраслью царской династии Багратионов из Кахетинского царства, выехавших в Картлийское царство в результате государственного переворота в Кахетии в 1511 году. Предки Заала создали на территории Картлийского царства самостоятельное сатавадо (княжество), именуемое Садавитишвило, существовавшее в нынешних муниципалитетах Гори, Карели, Хашури и землями на территории, ныне контролируемой Южной Осетией. Прямой потомок последнего царя Грузии, Георгия VIII Багратиони (1446—1466).

## Биография
Родился в 1744 году в Картлийском царстве, вероятно в Нули, в семье князя Садавитишвило, Георгия Багратион-Давитишвили (ум. 1750).
В феврале 1761 года совместно с усилиями царя Картли-Кахетинского царства Ираклия II отражал нападения леков на свое имение Сативе. К 1776 году было документально отмечено о хороших результатах в связи с принятием надлежащих мер по защите стратегического объекта Сативе.
Заал упоминается в звании иасаула.
4 августа 1771 года представители князей Багратион-Давитишвили (князья Заал, Давид, Элизбар) в своих письмах царю Ираклию II жаловались на князя Папуну Павленишвили, поскольку упомянутый выкупил селение Броцлети у дяди князя Заала, Давида Багратиони-Давитишвили, не уведомив об этом решении отца своего старшего брата Заала, князя Георгия Багратион-Давитишвили. Князь Заал просил предоставить ему право выкупа имущества. Царь Ираклий II поручил князю Глахе Цицишвили разобраться в этом деле.

К 1794 году в княжестве Садавитишвило имело место напряжение отношений с осетинским населением княжества. В частности, из известного письма царя Картли-Кахетии Ираклия II, представляется возможным узнать, что князь Заал Багратион-Давитишвили и его сын Ростом с представителями других княжеских фамилий, занимался поимкой непокорных осетин, которых пленили и в дальнейшем продавали в рабство за их преступления (в основном, грабежи) в княжестве.
От моего имени передайте поклон Заалу Давиташвили. Эти страдания и беспокойства твои, конечно, нам неприятно и досадно. Ты что писал нам письмо, ответ на него послал через твоего сына Ростома. Письма, присланные через Ростома, касались пленных и осетин. Какую помощь мы смогли оказать тебе в доле ограбления, оказали и в настоящее время, больше ничего не сможем сделать. С божьей помощью может быть еще окажем помощь. Если бы теперь у нас не было много дел, помощь наша была бы больше.царь Картли-Кахетии, Ираклий II, 1794 г. октября 6, — Письмо грузинского царя Ираклия II Заалу Давиташвили о пленных осетинах (Институт рукописей АН ГССР, ф. Нd, док. 561.)
Участвовал в Крцанисской битве (1795), последствием битвы стало взятие и полное уничтожение Тбилиси персами. 8 сентября 1795 года на подступах к Тбилиси, в районе Крцаниси завязался бой между 35-тысячной персидской армией Ага-Мохаммеда и 5-тысячной армией Эрекле II, которому на помощь пришло 2-тысячное имеретинское войско царя Соломона II. Два дня грузины отбивали все атаки персов, но 11 сентября Ага-Мохаммед лично возглавил атаку. В результате персидская армия форсировала реку Кура и разбила грузинские войска. Из числа грузин спаслись только 150 человек, остальные были убиты.

22 ноября 1797 года князь Заал Багратион-Давитишвили отправил царю Ираклию II официальное прошение об аресте осетин, и получил одобрение от Ираклия.
Пусть недуги счастливого царя бог перенесет на Давиташвили Заала: прошу моего милотворителя дать мне акт на имя Заза Амираджиби о том, чтобы враждующего и нарушившего заложничество осетина, принявшего участие в моем ограблении, в поимке его, или его родственника, или человека с его дома, где бы то ни встретился, никто не препятствовал. Амираджиби минбаш Заза, как доложил Давиташвили, где попадется его кровный враг, или его родственник и человек с его дома, задержите и передайте Давиташвили
— Ираклий.
На другой стороне документа другим почерком: акт об осетинах на имя Амираджиби.Институт рукописей АН ГССР, ф. Hd. док. 552. Подлинник.
Сведения о продаже в рабство непокорных осетин подтверждаются одним из частных писем, в частности, докладного письма князей Херхеулидзе (вассалов Багратион-Давитишвили) к царю Картли-Кахетии, Георгию XII, когда упомянутые жаловались на некоего имеретинца, который по согласованию с князьями Багратион-Давитишвили занимался излавливанием осетин.
Докладная вашему высочеству царю. Ваши рабы Херхеулидзевы эшикагбаша Георгий и Джамаспи. В нашем селе были осетины. Из двух пленников продал Давидашвилевский [Багратион-Давитишвили] человек, имеретин [речь об имеретинце]. Осетины будут иметь с нами вражду. Этих пленных украли из Корниси. Царевич Иоанн об этом хорошо знает. Умоляем дать нам протокол, чтобы это дело он сам разрешил. Если будем жаловаться на других — пусть он рассудит. Просвещеннейший сын господин Иоанн! Ты должен их рассудить и помирить по справедливости.Георгий и Джамасп Херхеулидзе, 1799 г. июня 22, Институт рукописей АН ГССР, ф. Sd, док. 565. Подлинник.
Напряжение между княжеством Садавитишвило и осетинами, изредка успешно грабившими княжество, существовало вплоть до перехода Картли-Кахетинского царства в состав Российской империи. Известно, что в 1801 году была составлена расписка корсевцев, данная князю Заалу Багратион-Давитишвили об отбывании его пленников у осетин.
Эту книгу дали мы, Гверцевели [корсевские] Палван, Абел, Гоги, Тохи, тебе, Заалу Давиташвили, о следующем: тебя ограбили осетины, мы повстречались с ними, они вели твоих пленников, мы их отбили, за что в награждение Вы должны были дать за каждую голову пленника сорок пять копеек; поручителем за это мы взяли у Вас Амираджиби Заза, но так как Вы были человек пострадавший, простили, не просили уплаты и, действительно, ни мы, выше названные, ни люди нашей фамилии и наше ущелье ничего не получили ни от тебя, ни от Амираджиби. Если что-нибудь получили от Вас, то посчитаем себя обязанными возвратить Вам всемеро. Я, Степанашвили Антон, со слов Иосеба, написал и являюсь свидетелем. Я, Санакошвили Шалва, Цховребашвили Чоча, Джиошвили Худжа, Элизбар со своими раздельными написали перед богом, что ты, Давиташвили Заал, которого ограбили осетины, за отбитие твоих пленников нам обещал уплатить по сорок пять копеек за каждого пленника, но так как ты был пострадавший, мы все простили, отказались от платы и ничего не получили ни от тебя, ни от Амираджиби. По просьбе вышеозначенных осетин я, Габашвили Заза, написал эту книгу декабря 14, 1801 года.Архив Института рукописей АН ГССР, ф. sd, № 600.

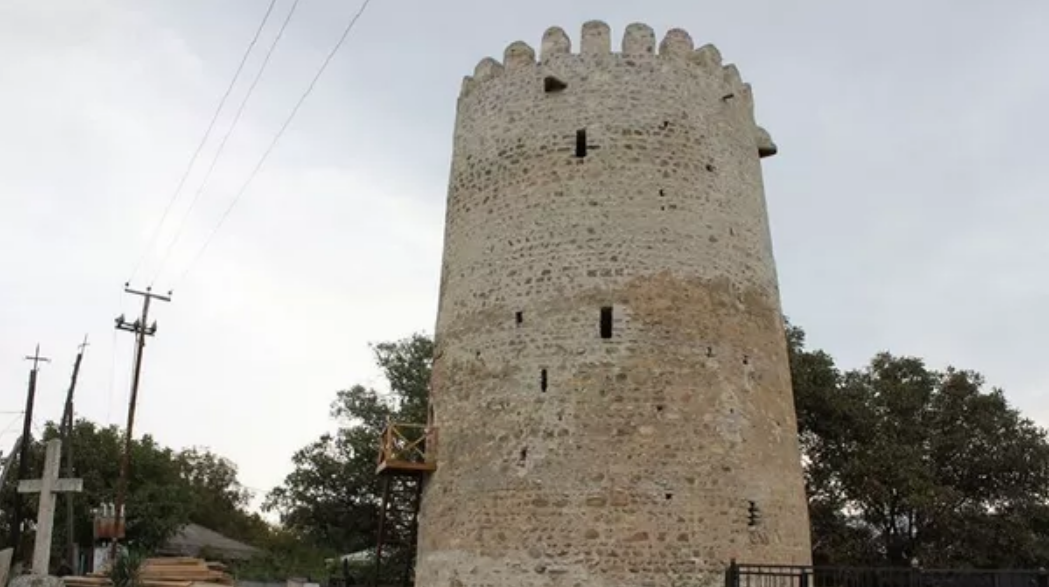
Башня князей Багратион-Давитишвили в селе Пца после реставрации в 2020 году

В 2020 году башню князей Багратион-Давитишвили, построенную в 1799 году в центре селения Пца на средства князя Заала на левом берегу реки Проне (Шида-Картли, район Агара) реставрировали. Реставрационные работы проходили с разрешения Национального агентства охраны культурного наследия Грузии и финансовой поддержкой фонда «Карту», владельцем которого является грузинский политик и бизнесмен Бидзина Иванишвили, 10-й премьер-министр Грузии с 25 октября 2012 по 20 ноября 2013 года.

## Семья
Был женат на дочери князя Рамаза Палавандишвили, амиреджиба и князя Сапалавандо. От этого брака двое сыновей:
1. князь Ростом Заалович Багратион-Давыдов (ум. 1850);
2. князь Георгий Заалович Багратион-Давыдов (ум. ?).